# Summer Gigs 1976
A Summer Gigs 1976 foi uma curta turnê da banda de rock britânica Queen que consistiu em apenas quatro shows pelo Reino Unido. A turnê foi antes do lançamento do álbum A Day at the Races.

## Lista de Canções
1. A Day at the Races (intro)
2. Bohemian Rhapsody (Seções ópera e rock)
3. Ogre Battle
4. Sweet Lady
5. White Queen (As It Began)
6. Flick Of The Wrist
7. You're My Best Friend
8. Bohemian Rhapsody
9. Killer Queen
10. The March Of The Black Queen
11. You're My Best Friend
12. Bohemian Rhapsody (Reprise)
13. Bring Back That Leroy Brown
14. Brighton Rock
15. Son And Daughter
16. '39
17. You Take My Breath Away
18. The Prophet's Song
19. Doin' All Right (*)
20. Lazing On A Sunday Afternoon (*)
21. Tie Your Mother Down (*)
22. Keep Yourself Alive
23. Liar
24. In The Lap Of The Gods...Revisited
25. Now I'm Here (*)
26. Big Spender (*)
27. Jailhouse Rock (*)
28. God Save the Queen (*)

(*) = Não tocadas em Londres devido ao tempo limite de 80 minutos

## Lista de concertos
Reino Unido
- 1 de Setembro de 1976,  Edimburgo, Escócia, Playhouse Theatre
- 2 de Setembro de 1976,  Edimburgo, Escócia, Playhouse Theatre
- 10 de Setembro de 1976, Cardiff, País de Gales, Castle
- 18 de Setembro de 1976, Londres, Inglaterra, Hyde Park